# Громко Тетяна Василівна
Громко́ Тетя́на Васи́лівна (26 листопада 1971) — українська мовознавиця, доктор філологічних наук з 2022, доцент кафедри української мови та журналістики Центральноукраїнського державного педагогічного університету імені Володимира Винниченка.

## Біографія
Народилася в с. Піщаний Брід Новоукраїнського району Кіровоградської області. 
З 1989 до 1994 рр. навчалася в Кіровоградському державному педагогічному інституті імені В. Винниченка (тепер Центральноукраїнський державний університет імені Володимира Винниченка). 
Після закінчення університету до нині працює на кафедрі української мови ЦДУ ім. В. Винниченка: асистент (з 1994 р.), викладач (з 1995 р.), старший викладач (з 2000 р.), доцент (з 2005 р.) кафедри української мови.

## Творчий шлях
У 2000 році захистила дисертацію на здобуття наукового ступеня кандидата філологічних наук на тему: «Семантичні особливості народних географічних термінів Центральної України (на матеріалі Кіровоградщини)». 
Авторка понад 200 наукових публікацій з проблем української діалектології та ономастики, регіональних досліджень діалектної лексики Центральної України, методики викладання української діалектології та збирання діалектного матеріалу.
У 2021 році захистила дисертацію на здобуття наукового ступеня доктора філологічних наук на тему: «Методологія лексико-граматичної дескрипції лінгварію говірки» (Одеський національний університет імені І. І. Мечникова).
Співавтор «Словника народних географічних термінів Кіровоградщини» (Громко Т.В., Лучик В.В., Поляруш Т.І.;  Київ-Кіровоград, 1999). 
Наукові монографії Т.В.Громко:
«Семантичні особливості народної географічної термінології Центральної України (на матеріалі Кіровоградщини)» (Кіровоград, 2000), 
«Методологія та досвід дескрипції говірки» (Дніпро, 2021).
Коло наукових інтересів лінгвістки: 
діалектологія, українська діалектологія, лінгвометодологія, моноговіркова лінгвографія,  регіональні мовознавчі студії Центральної України,

## Науковий доробок
- Громко Т. В., Лучик В. В., Поляруш Т. І. Словник народних географічних термінів Кіровоградщини. — Київ-Кіровоград, 1999. — 224 с. - ISBN 966-7401-27-8.
- Громко Т. В. Семантичні особливості народної географічної термінології Центральної України (на матеріалі Кіровоградщини): монографія — Кіровоград, 2000. — 175 с.
- Громко Т. В. Методологія та досвід дескрипції говірки / за ред. проф. О. І. Іліаді. — Дніпро, 2021. — 452 с.